# Liste der Monuments historiques in Verricourt
Die Liste der Monuments historiques in Verricourt führt die Monuments historiques in der französischen Gemeinde Verricourt auf.

## Liste der Objekte
| Bezeichnung               | Beschreibung                                                                                        | Standort                        | Kennzeichnung | Schutzstatus | Datum | Bild |
| ------------------------- | --------------------------------------------------------------------------------------------------- | ------------------------------- | ------------- | ------------ | ----- | ---- |
| Skulptur Madonna mit Kind | Holz, farbig gefasst, erste Hälfte des 16. Jahrhunderts; 2017 gestohlen                             | in der Kirche St-Nicolas (Lage) | PM10002798    | Classé       | 1959  |      |
| Prozessionskreuz          | Holz, Kupfer, vergoldet, 15. Jahrhundert; im Pfarrhaus von Lesmont deponiert, dort nicht auffindbar | in der Kirche St-Nicolas (Lage) | PM10002797    | Classé       | 1894  |      |
| Weihrauchfass             | Bronze, 16. Jahrhundert; Verbleib unbekannt                                                         | in der Kirche St-Nicolas (Lage) | PM10002799    | Classé       | 1960  |      |